# Simon Krogh
Simon Krogh (født 27. marts 1980 i Fredericia) er en dansk håndboldtræner og tidligere håndboldspiller. Han indstillede karrieren i 2013 efter to sæsoner som spillende assistenttræner hos Ribe-Esbjerg HH i 1. division. Før det spillede han 3,5 år før Skjern Håndbold. Han startede karrieren i barndomsklubben Fredericia HK.

## Eksterne links
- Spillerinfo Arkiveret 17. december 2008 hos  Wayback Machine